# 敘利亞-瑪拉巴禮天主教拉默納特布勒姆教區
敘利亞-瑪拉巴禮天主教拉默納特布勒姆教區（拉丁語：Eparchia Ramanathapuramensis）是東儀天主教的一個教區（敘利亞－瑪拉巴禮），包括印度泰米爾納德邦西部四個縣，受德里久爾總教區管轄。
教區成立於2010年1月15日，2010年有教友16,500名，由四十三名司鐸名管理十三個堂區。現任教區主教為保祿·阿拉帕特。